# Bigger Than Life
Bigger Than Life (titulada Más poderoso que la vida en España y Delirio de locura en Uruguay) es una película dramática estadounidense de 1956 dirigida por Nicholas Ray y protagonizada por James Mason, quien también produjo la película. Basada en el artículo "Ten Feet Tall" escrito por Berton Roueché para el New Yorker en 1955, la película trata sobre un maestro de escuela y padre de familia cuya vida se sale de control al volverse adicto a la cortisona.
Aunque fue un fracaso de taquilla en su lanzamiento inicial, muchos críticos modernos la consideran una obra maestra y una brillante denuncia de las actitudes contemporáneas hacia la enfermedad mental y la adicción. En 1963, Jean-Luc Godard la nombró como una de las diez mejores películas sonoras estadounidenses.

## Reparto
- James Mason - Ed Avery
- Barbara Rush - Lou Avery
- Walter Matthau - Wally Gibbs
- Robert F. Simon - Dr. Norton
- Christopher Olsen - Richie Avery
- Roland Winters - Dr. Ruric
- Rusty Lane - Bob LaPorte
- Rachel Stephens - Enfermera
- Kipp Hamilton as Pat Wade